# Liste der Biografien/Ori
Liste der Biografien |
Portal Biografien |
Personensuche
# |
A |
B |
C |
D |
E |
F |
G |
H |
I |
J |
K |
L |
M |
N |
O |
P |
Q |
R |
S |
T |
U |
V |
W |
X |
Y |
Z |
?
 
Oa |
Ob |
Oc |
Od |
Oe |
Of |
Og |
Oh |
Oi |
Oj |
Ok |
Ol |
Om |
On |
Oo |
Op |
Oq |
Or |
Os |
Ot |
Ou |
Ov |
Ow |
Ox |
Oy |
Oz
 
Ora |
Orb |
Orc |
Ord |
Ore |
Orf |
Org |
Orh |
Ori |
Orj |
Ork |
Orl |
Orm |
Orn |
Oro |
Orp |
Orr |
Ors |
Ort |
Oru |
Orv |
Orw |
Orx |
Ory |
Orz
Die Liste der Biografien führt alle Personen auf, die in der deutschsprachigen Wikipedia einen Artikel haben. Dieses ist eine Teilliste mit 88 Einträgen von Personen, deren Namen mit den Buchstaben „Ori“ beginnt.

## Ori

### Oria
- Oria, Sofía (* 2002), spanische Schauspielerin
- Oriach, Pol (* 2002), spanischer Mittelstreckenläufer
- Oriali, Gabriele (* 1952), italienischer Fußballspieler
- Orian, Aylam (* 1968), US-amerikanischer Schauspieler israelischer Herkunft
- Orian, Noga (* 2007), israelische Schachspielerin
- Oriane, Silas (* 2004), deutsch-dänischer Basketballspieler
- Oriani, Alfredo (1852–1909), italienischer Schriftsteller
- Oriani, Barnaba (1752–1832), italienischer Astronom
- Oriani, Carlo (1888–1917), italienischer Radrennfahrer
- Orianthi (* 1985), australische GitarristinOrianthi (* 1985)

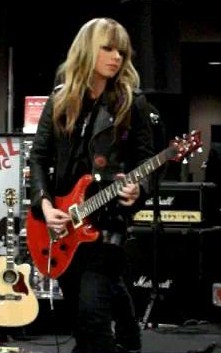
Orianthi (* 1985)

### Orib
- Oribe, Emilio (1893–1975), uruguayischer Schriftsteller und Philosoph
- Oribe, Furuta (1544–1615), japanischer Daimyō und Teemeister
- Oribe, Manuel (1792–1857), uruguayischer Politiker

### Oric
- Orić, Naser (* 1967), bosnischer Kommandeur von Srebrenica
- Orichowskyj, Pawlo (* 1996), ukrainischer Fußballspieler
- O’Rick, Mave (* 1977), deutscher Sänger und Popkünstler

### Orid
- Orido, Manabu (* 1968), japanischer Autorennfahrer

### Orie
- Orie, Delicious (* 1997), britischer Boxer
- Orie, Eric (* 1968), niederländischer Fußballspieler und -trainer
- Orientar, Anita (1896–1994), deutsche Malerin, Kunsthistorikerin und Schriftstellerin
- Oriente, Fernão Álvares do, portugiesischer Soldat und Schriftsteller
- Orientius, lateinischer Dichter, Bischof und Heiliger
- Orieux, Jean (1907–1990), französischer Schriftsteller

### Orig
- Origa (1970–2015), russische Sängerin
- Origanus, David (1558–1628), deutscher Mathematiker, Philologe und Astronom
- Origenes, antiker griechischer Philosoph
- Origenes (* 185), Christlicher Bibelkommentator, Philosoph und Apologet
- Origer, Jean (1877–1942), luxemburgischer römisch-katholischer Geistlicher, Journalist, Politiker und Märtyrer
- Origer, Joseph (1898–1945), belgischer römisch-katholischer Geistlicher und Märtyrer
- Origi, Arnold (* 1983), kenianischer Fußballtorhüter
- Origi, Divock (* 1995), belgischer FußballspielerDivock Origi (* 1995)

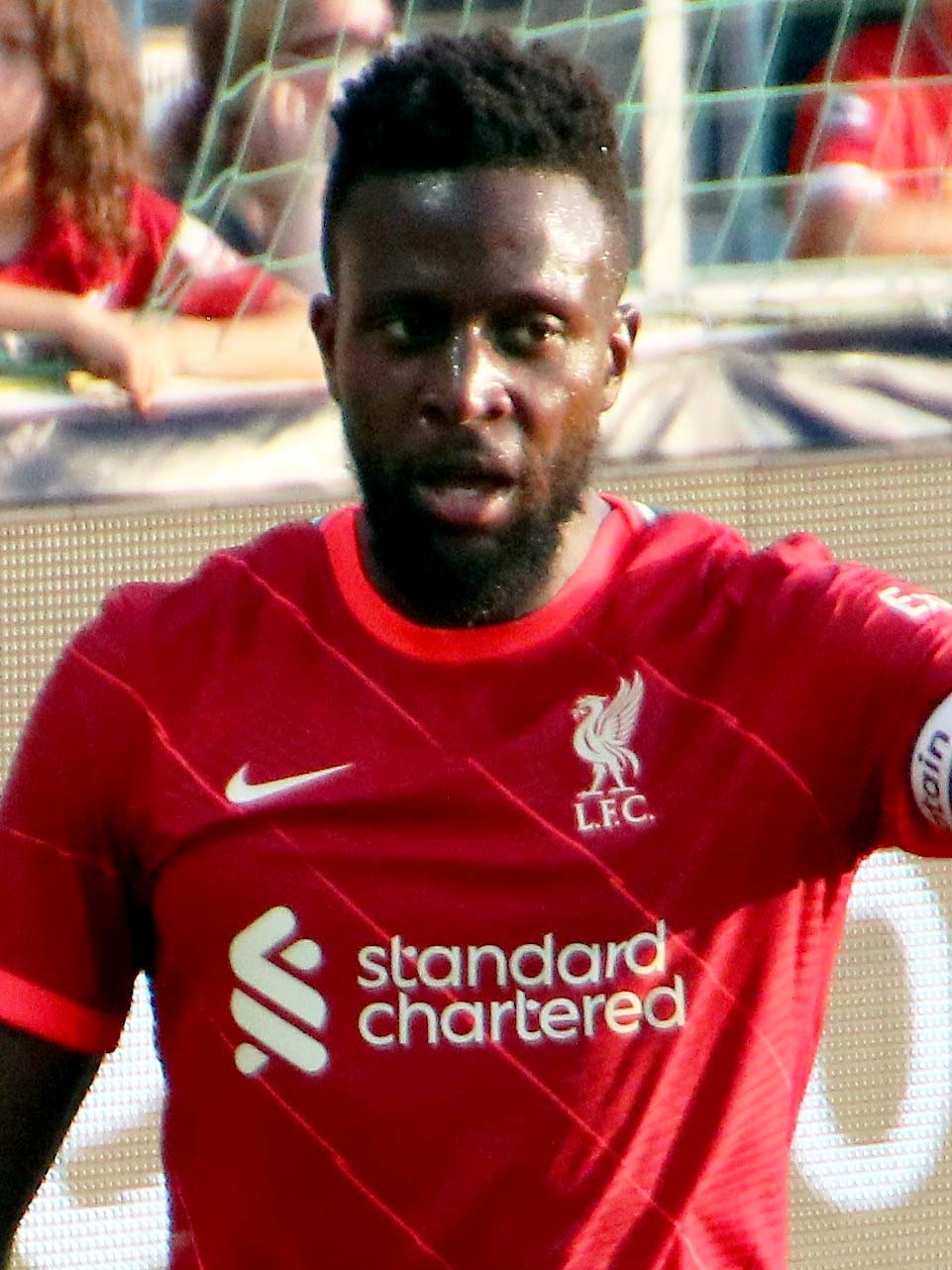
Divock Origi (* 1995)

- Origliasso, Jessica Louise (* 1984), australische Musikerin, bildet mit Zwillingsschwester Lisa Marie das Duo The Veronicas
- Origliasso, Lisa Marie (* 1984), australische Musikerin
- Origo, Iris (1902–1988), irisch-US-amerikanische Schriftstellerin und Historikerin
- Origone, Ivan (* 1987), italienischer Alpin- und Geschwindigkeitsskifahrer
- Origone, Simone (* 1979), italienischer Geschwindigkeitsskifahrer
- Origuchi, Teruki (* 2001), japanischer Fußballspieler

### Orii
- Orii, Takao, japanischer Fußballtrainer

### Orik
- Orikasa, Fumiko (* 1974), japanische Schauspielerin, Synchronsprecherin (Seiyū) und Sängerin
- Orikuchi, Shinobu (1887–1953), japanischer Schriftsteller und Literaturwissenschaftler

### Oril
- O’Riley, Bernard Cornelius (1868–1956), südafrikanischer römisch-katholischer Geistlicher und Apostolischer Vikar vom westlichen Kap der Guten Hoffnung
- O’Riley, Matt (* 2000), englischer Fußballspieler
- Orillard de Villemanzy, Jacques-Pierre (1751–1830), französischer Divisionsgeneral

### Orim
- Orime, Ryō (* 1982), japanischer Autorennfahrer
- Orimolade Tunolase, Moses († 1933), nigerianischer Prediger und Gründer einer religiösen Gruppierung
- Orimoto, Tatsumi (* 1946), japanischer Künstler

### Orin
- Orina, Stella Mokaya (* 1970), kenianische Botschafterin
- Oʻrinboyev, Komil (* 1976), usbekischer Skirennläufer
- Oʻrinboyev, Zabihillo (* 1995), usbekischer Fußballspieler
- Orinel, Akim (* 1986), französischer Fußballspieler
- Oringa Menabuoi (1237–1310), Selige, Ordensgründerin
- Orinho (* 1995), brasilianischer Fußballspieler
- Orins, Peter (* 1977), französischer Jazzmusiker
- Orins, Robin (* 2002), belgischer Radrennfahrer
- Orinsky, Kurt (1896–1990), deutscher Altphilologe und Gymnasiallehrer

### Orio
- Oriol, Estevan, US-amerikanischer Fotograf
- Oriol, Joan (* 1986), spanischer Fußballspieler
- Oriol, José (1650–1702), Priester und Heiliger der römisch-katholischen Kirche
- Oriol, Mireia (* 1996), spanische Schauspielerin
- Oriola, Alphonse von (1812–1863), preußischer Diplomat
- Oriola, Christian d’ (1928–2007), französischer Fechter und Olympiasieger
- Oriola, Eduard von (1809–1862), preußischer Generalleutnant
- Oriola, Joachim von (1858–1907), deutscher Marineoffizier und Militärattaché sowie Militärrichter am Reichsmilitärgericht
- Oriola, Joaquim von (1772–1846), portugiesischer Diplomat
- Oriola, Marie von (1846–1915), deutsche Amateurfotografin und Kunstförderin
- Oriola, Maximiliane von (1818–1894), Berliner SalonièreMaximiliane von Oriola (1818–1894)

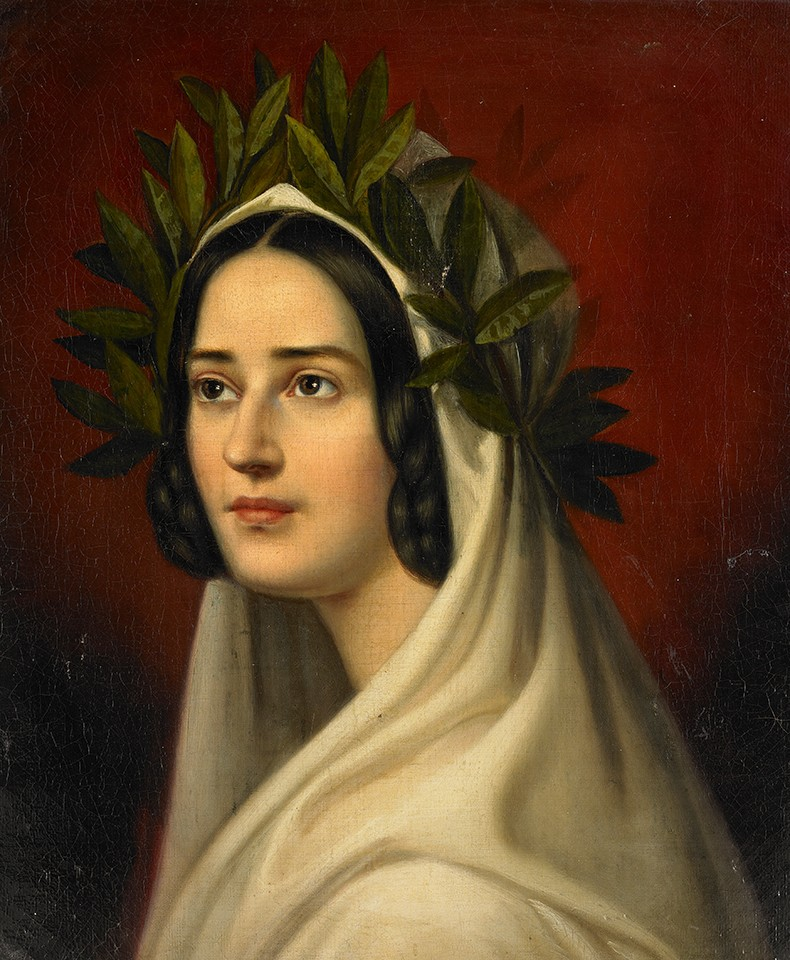
Maximiliane von Oriola (1818–1894)

- Oriola, Pepe (* 1994), spanischer Automobilrennfahrer
- Oriola, Ralph von (1895–1970), deutscher General der Infanterie im Zweiten Weltkrieg
- Oriola, Waldemar von (1854–1910), deutscher Politiker (NLP), MdR
- Orioli, Antonio Francesco (1778–1852), italienischer Ordensgeistlicher, Bischof von Orvieto und Kurienkardinal
- Orioli, Edi (* 1962), italienischer Motorradrennfahrer
- Orioli, Pietro di Francesco († 1496), italienischer Maler
- Oriolo dos Santos, Edson José (* 1964), brasilianischer Geistlicher, römisch-katholischer Bischof von Leopoldina
- Orión, Agustín (* 1981), argentinischer Fußballspieler
- Orion, Ezra (1934–2015), israelischer Bildhauer
- Orione, Luigi (1872–1940), italienischer Priester, der heiliggesprochen wurde
- O’Riordan, Cait (* 1965), englische Bassistin
- O’Riordan, Claire (* 1994), irische Fußballspielerin
- O’Riordan, Dolores (1971–2018), irische Sängerin und SongwriterinDolores O’Riordan (1971–2018)

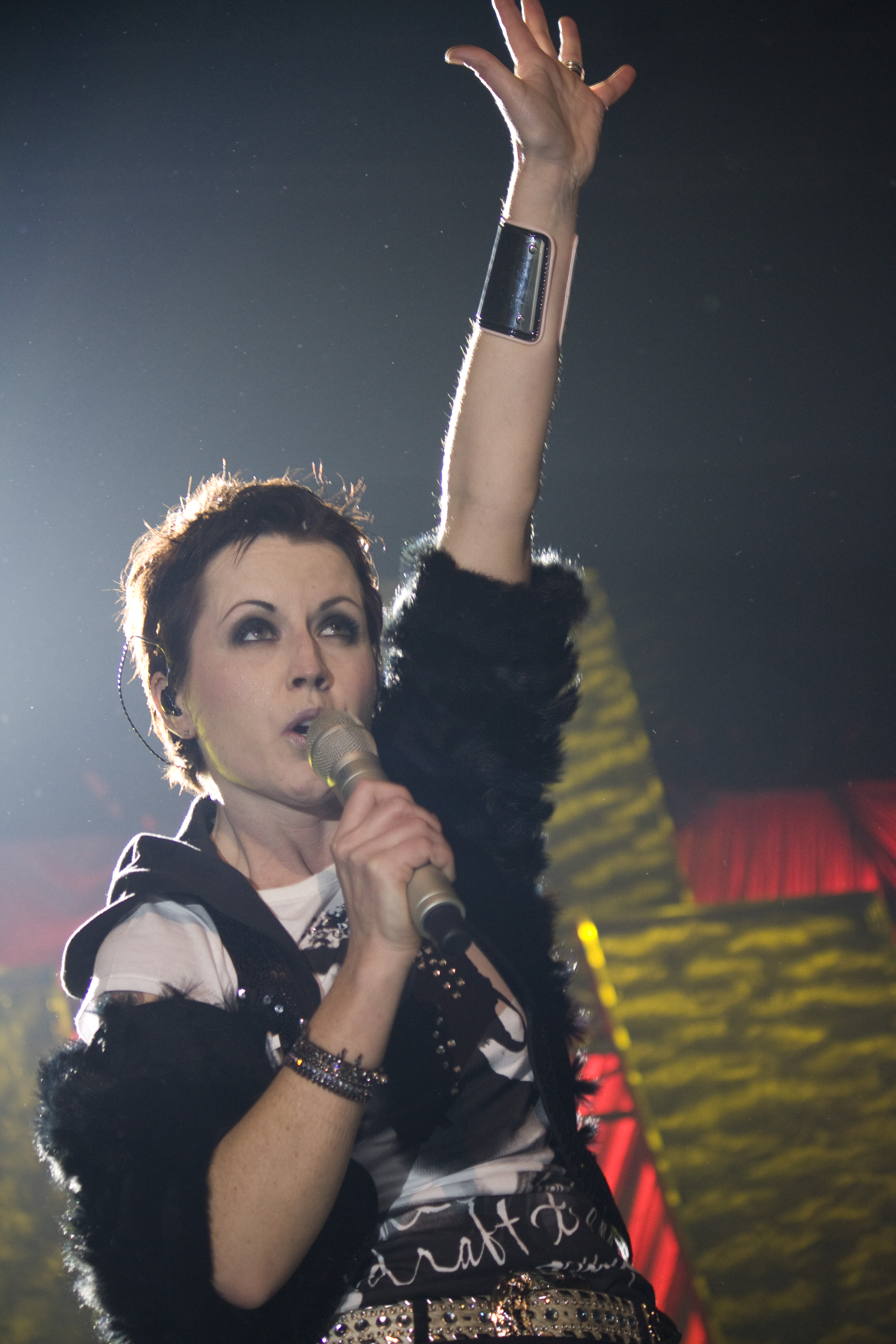
Dolores O’Riordan (1971–2018)

- O’Riordan, John (1924–2016), irischer Ordensgeistlicher, römisch-katholischer Bischof von Kenema
- O’Riordan, Nick (* 1953), britischer Bauingenieur für Geotechnik
- O’Riordan, Sean (1916–1998), irischer Ordensgeistlicher und Moraltheologe
- O’Riordan, Thomas (1937–2022), irischer Leichtathlet und Journalist

### Orip
- Oripov, Abdulla (1941–2016), sowjetischer bzw. usbekischer Dichter

### Oris
- Øris Nielsen, Nikolaj (* 1986), dänischer Handballspieler

### Orit
- Orito, Shinji (* 1973), japanischer Computer- und Videospielmusik-Komponist und Arrangeur

### Oriw
- Oriwol, Tobias (* 1985), kanadischer Schwimmer

### Oriz
- Orizaola, Enrique (1922–2013), spanischer Fußballspieler und -trainer